# 4 Batalion Chemiczny
4 samodzielny batalion chemiczny – samodzielny pododdział wojsk chemicznych ludowego Wojska Polskiego.

## Historia batalionu
Przeznaczony do ochrony wojsk przed atakiem chemicznym przeciwnika. Posiadał środki do odkażania. W działaniach bojowych miał stawiać zasłony dymne.
Formowany według etatu 011/39 w Zamościu na podstawie rozkazu NDWP nr 41 z 6 października 1944 jako jednostka 3 Armii Wojska Polskiego. W związku z zaniechaniem formowania 3 Armii WP zaniechano także formowania batalionu.

## Dowódcy
- mjr Mikołaj Kuleszow[3]

## Skład etatowy batalionu
- Dowództwo i sztab
- pluton dowodzenia i zwiadu
- 2 x kompanie odkażania terenu (zadymiania)
- kompania sanitarno-odkażajaca
- laboratorium chemiczne AL-2
- sekcja sanitarna